# 스크럽스
《스크럽스》(영어: Scrubs, 영어: [scrubs]로 표현)는 2001년부터 2010년까지 NBC 및 ABC에서 방영된 미국의 의학 시트콤 텔레비전 시리즈이다. 이 시리즈는 세이크리드 하트(성심)라는 병원에서 일하는 의사들을 그린다. 시시때때로 튀어나오는 속도감 있는 슬랩스틱 코미디, 메인 캐릭터인 존 J.D. 도리언(잭 브래프 분)의 공상을 통해 등장하는 초현실적 삽화로 유명하다.
시즌 7은 2007년 10월 25일부터 방영되었는데, 미국 작가 조합 파업이 시작된 11월 5일엔 당초 계획했던 18화 중 11화만이 완성된 상태였다. 이에 따라 2007년 12월 6일 6화가 방영된 후 2008년 4월 10일이 되어서야 7화가 전파를 탔다. 시즌 7은 2008년 5월 8일 11화 방영으로 끝을 맺었으며 이날 NBC와의 계약도 종결되었다. 2008년 새로운 시즌이 ABC에서 시작되었으나 2010년 5월 14일 ABC에서 이 시리즈를 공식 폐지한다고 밝혔다.
제57회(2005)와 제58회(2006) 프라임타임 에미상 코미디 시리즈 부문 작품상 후보에 올랐다.

## 개요
메인 캐릭터 대다수는 의사이다. 주인공이자 해설을 맡은 내과 주치의(attending physician) 존 “J.D.” 도리언(잭 브래프 분)은 같은 인턴이자 후에 주치의가 되는 엘리엇 리드(세라 초크 분)와 친밀한 관계를 유지한다. 둘의 관계는 가끔 다른 캐릭터들이 눈치챌 수 있을 정도로 로맨틱하게 발전되기도 한다. 엘리엇은 남자 구성원이 모두 의사인 본인의 가족, 친구, 나아가 그녀 자신에게 스스로의 능력을 증명하는 것에 집착한다.
J.D.의 가장 친한 친구는 외과 주치의인 크리스토퍼 덩컨 터크(도널드 페이존 분)이다. 터크는 J.D.와 대학 및 의과 대학에서 룸메이트였고, 아주 끈끈한 관계를 유지해 오고 있다. 이 관계는 시즌 6의 6화 “마이 뮤지컬”에서 두 사람이 부르는 “가이 러브”(Guy Love)라는 노래에 잘 드러나 있다. 시리즈가 진행되면서 터크는 세이크리드 하트 병원의 수간호사이며 인턴들이 저지른 실수들을 덮어 주는 칼라 에스피노자(주디 레예스 분)와 결혼하게 된다. 칼라는 친구들에게 어떻게 살아야 하는지를 계속 설교하는 경향이 있다.
물론 이 병원에는 연장자들이 있다. 퍼시벌 “페리” 콕스(존 C. 맥긴리 분)는 세이크리드 하트 병원의 과장급 주치의이다. J.D.는 콕스를 그의 멘토라고 여기지만 콕스는 항상 그를 귀찮아한다. 콕스는 이런 심한 대접이 병원 생활의 엄격함을 알려주는 것이라고 말하곤 한다. 병원 원장인 밥 켈소(켄 젱킨스 분)는 환자들의 생활보다는 병원의 이익을 중시하는, 차갑고 인정머리 없는 캐릭터이다. 그러나 가끔 그도 부드러운 일면을 보여주는 경우가 있으며, 차가운 성격은 그가 병원장으로서 내려야만 하는 결단 때문으로 묘사된다. 그는 이런 결단들이 사람들로 하여금 그를 싫어하게 만든다는 것을 알고 있지만, 병원의 원활한 운영을 위해 계속해서 이런 “악한” 행동들을 취하곤 한다.
의사가 아닌 역으로 닐 플린이 연기하는 병원의 “수위”가 있다. 그는 시즌 2의 “마이 러키 데이”를 제외한 모든 에피소드에 출연한다. 그는 파일럿 에피소드에서부터 J.D.에게 나쁜 인상을 받는다. 이 첫인상은 시리즈 전체로 이어진다. 또한 병원 변호사 시어도어 “테드” 버클런드(샘 로이드 분)가 어리숙하고 켈소에게 착취를 당하는 인물로 등장한다.

## 출연진
메인
- 잭 브래프 - 존 마이클 “J.D.” 도리언 역
- 세라 초크 - 엘리엇 리드 역
- 도널드 페이존 - 크리스토퍼 덩컨 터크 역
- 닐 플린 - “수위” 역
- 켄 젱킨스 - 밥 켈소 역
- 존 C. 맥긴리 - 퍼시벌 율리시스 “페리” 콕스 역
- 주디 레예스 - 칼라 에스피노자 역
- 일라이자 쿠프 - 데니즈 “조” 머호니 역
- 케리 비셰이 - 루시 베넷 역
- 마이클 모즐리 - 드루 서핀 역
- 데이브 프랭코 - 콜 에런슨 역

리커링
- 샘 로이드 - 시어도어 “테드” 버클런드 주니어 역

게스트
- 브렌던 프레이저
- 헤더 그레이엄
- 마이클 J. 폭스
- 콜린 패럴

## 배경
배경으로 나오는 세이크리드 하트 병원은 캘리포니아주 로스앤젤레스에 있는 노스할리우드 메디컬 센터에서 촬영되었다. 그러나 세이크리드 하트 병원의 위치는 “샌디프랜젤레스”(San DiFrangeles)로 설정되어 있다. 이는 캘리포니아주에서 큰 부분을 차지하는 샌디에이고, 샌프란시스코, 로스앤젤레스를 합친 혼성어이다.

## 제목
이 시리즈의 제목에는 두 가지 의미가 의도되어 있다. 하나는 의사들이 입는 수술복이고, 또 다른 하나는 대학 스포츠팀에 낄 수 없는 운동 선수처럼 서열이 낮거나 실수를 저지르는 사람을 다소 낮춰 부를 때 활용되는 멸칭이다. 이는 시리즈에 나오는 메인 캐릭터들 거의가 의대를 막 졸업하고 나온 햇병아리 인턴이기 때문이다.